# Электростатическая цепь
Электростатическая цепь — электрическая цепь, образованная источниками постоянной электродвижущей силы, сопротивлениями и идеальными конденсаторами, и находящаяся в установившемся режиме работы, когда электрические токи через конденсаторы не протекают.
Под расчётом электростатических цепей подразумевается нахождение распределения напряжений и зарядов на конденсаторах. Для этого  используются формулы для расчёта цепей постоянного тока, в которых проводимость заменена на ёмкость, а ток заменён на заряд.
Если конденсаторы неидеальные, то между обкладками текут токи утечки, как в обычных цепях постоянного тока. В этом случае распределение напряжений между конденсаторами зависит от сопротивлений утечек и не зависит от величин емкости конденсатора.  